# IMRAD
IMRAD (/ˈɪmræd/) является аббревиатурой от «введение, методы, результаты и обсуждение» (англ. introduction, materials and methods, results and discussion) — структура научной статьи оригинального исследовательского типа, содержащей, как правило, эмпирическое исследование. Часто аббревиатура может дополняться до AIMRAD – таким образом, учитывается аннотация ("abstract") статьи, краткое описание ее содержания и сути.
Первой научной работой, имеющую структуру, подобную IMRAD, считается «Études sur la bière» Луи Пастера, написанная в 1876 году. В 1970-х годах IMRAD стал «стандартом» в оформлении научных статей, когда в 1972 году и затем в 1979 году Американский национальный институт стандартов опубликовал стандарт ANSI Z39.16-1972 (Preparation of Scientific Papers for Written or Oral Presentation).

## Структура исследования
- Введение — почему проведено исследование? Что было исследовано, или цель исследования, какие гипотезы проверены?
- Методы (или Материалы и Методы) — когда, где и как были проведены исследования? Какие материалы были использованы или кто был включен в выборку?
- Результаты — какой ответ был найден. Верно ли была протестирована гипотеза?
- Обсуждение — что подразумевает ответ и почему это имеет значение? Как это вписывается в то, что нашли другие исследователи? Каковы перспективы для исследований? (часто используется объединенный раздел статьи Результаты и Обсуждение)

В дополнение к научной статье обычно для публикации требуется краткая аннотация (Abstract). Наличие аннотации и её публикация в реферативных журналах способствует приближению статьи к оптимальному количеству читателей.